# Орёл, Василий Иванович
Васи́лий Ива́нович Орёл (родился 11 февраля 1956, Конотоп, Украинская ССР) — Заведующий кафедрой социальной педиатрии и организации здравоохранения ФП и ДПО, заслуженный деятель науки РФ, доктор медицинских наук, профессор.

## Биография
Окончил Конотопское медицинское училище с красным дипломом.
Закончив Ленинградский педиатрический медицинский институт, В. И. Орёл с 1986 г. стал работать на кафедре социальной педиатрии и организации здравоохранения ФП и ДПО.
- В 1987 г. защитил кандидатскую диссертацию «Здоровье детей, рождённых юными матерями, и пути его улучшения в условиях крупного города (социально-гигиеническое исследование по материалам Ленинграда)».
- Защитил докторскую диссертацию он защитил в 1998 г.: «Медико-социальные и организационные проблемы формирования здоровья детей в современных условиях».
- Действительный член Академии ювенологии, академик Международной академии наук экологии и безопасности жизнедеятельности (МАНЭБ).
- Написал свыше 350 научных публикаций и учебно-методических пособий. 85 кандидатских диссертаций защищено под его руководством; 12 докторских диссертаций выполнено при его консультировании.
- Является проректором по последипломному образованию Санкт-Петербургского Государственного Педиатрического Медицинского Университета[2].

Главный научный интерес — исследование факторов, которые формируют основные показатели системы охраны здоровья матерей и детей.

## Некоторые публикации
- Г.А. Суслова, В.И. Орёл, И.Ю. Стволинский. Научное обоснование организации медицинской помощи детям с нарушениями психосоциального развития (на примере ММД). — Детское здравоохранение России: стратегия развития, 2001.
- В.И. Орёл, В.М. Середа, Л.А. Даниленко. Медико-социальные проблемы здоровья уличных детей. — Российский педиатрический журнал, 2005.
- В.И. Орёл, В.М. Середа. Здоровье дезадаптированных детей и пути совершенствования медико-социальной помощи в современных условиях. — Вопросы современной педиатрии, 2006.
- В.И. Орёл, Н.П. Шабалов, Д.О. Иванов. Оптимизация медицинского освидетельствования подростков, поступающих в военные образовательные учреждения среднего общего образования. — Российский педиатрический журнал, 2010.
- О.П. Романенко, В.И. Орёл, Е.Ю. Кузнецова. Современные технологии профилактики наследственных болезней и детской инвалидности. — Российский педиатрический журнал, 2010.
- Д.О. Иванов, В.И. Орёл, Ю.С. Александрович. Младенческая смертность в Российской Федерации и факторы, влияющие на ее динамику. — Педиатр, 2017.
- В.И. Орёл, В.М. Середа, А.В. Ким, Л.Л. Шарафутдинова. Здоровье детей Санкт-Петербурга. — Педиатр, 2017.